# Onthophagus prostans
Onthophagus prostans es una especie de insecto del género Onthophagus, familia Scarabaeidae, orden Coleoptera.

Fue descrita científicamente por Reiche en 1847.